# Stand by Me (canción de Ben E. King)
Stand by Me es una canción de 1961 interpretada por Ben E. King y compuesta por él mismo y por Jerry Leiber y Mike Stoller (usando el seudónimo de Glick), quienes también produjeron el sencillo. La canción fue adaptada a partir de un tema gospel.

## Composición
Durante la composición del tema, Ben E. King no tenía intención de grabarla, tal y como declaró en una entrevista para el documental Historia del Rock 'n' Roll. King había escrito el tema para The Drifters, cuyo mánager decidió no grabarla.
Fue incluida en su tercer álbum en solitario, Don't Play That Song!, publicado por Atlantic Records en 1962.
Mike Stoller lo recuerda así: «Recuerdo que llegué a la oficina, y Jerry y Ben estaban trabajando en la letra de una nueva canción. Ben tenía el inicio de una melodía. La terminó y perfeccionó, trabajó en las armonías y le añadió un bajo que se convirtió en la firma de la canción».

## Listas
Stand by Me ha entrado en los diez primeros puestos de las listas de Billboard en dos ocasiones: tras su publicación como sencillo en 1961 y en 1986, cuando apareció en la película Cuenta conmigo y con el uso del tema para un anuncio de Levi's Jeans.
Stand by Me ocupa el puesto 25 del listado de los 365 canciones del siglo compilado en 2001 por la Recording Industry Association of America (RIAA) y National Endowment for the Arts y el puesto 121 de la lista de las 500 mejores canciones de todos los tiempos, elaborada por la revista musical Rolling Stone. BMI nombró el tema como el cuarto tema más interpretado durante el siglo XX, con más de siete millones de interpretaciones.[cita requerida].

## Otras versiones
- En 1963 es interpretada por el Italiano Adriano Celentano, como "Rezaré".
- En 1964, Otis Redding hizo una versión de la canción para su álbum Pain in My Heart.
- John Lennon grabó su versión en 1974 en los Estudios A&M y Record Plant East, Los Ángeles y Record Plant West, Nueva York para Rock 'n' Roll, sexto álbum de estudio del artista y la incluyó como segunda canción del disco, publicado en 1975. Esta versión es una de las más conocidas.
- En 1975 también es interpretada con éxito por el español Bruno Lomas, como "Rogaré".
- En la década de 1980, el grupo de rock sevillano Silvio y Sacramento lanzan una versión en español de este tema, Rezaré, en el que Silvio crea una letra cantándole a las devociones marianas de la Semana Santa de Sevilla, convirtiéndose en un éxito y canción de culto entre roqueros y devotos.
- En 1985, la banda Sumo interpretó esta canción en un concierto.
- En 1993 es interpretada por el Dúo Dinámico de España, como "Rogaré".
- En 1998, la banda 4 The Cause hizo una nueva versión de esta canción.
- En 2005 es interpretada por la española Dova como "Rogaré".
- En 2008, hizo lo propio el británico Seal.
- En 2010, Prince Royce lanzó su álbum Prince Royce en el que se encuentra el sencillo Stand by Me, una versión cantada en español e inglés simultáneamente.
- En 2010, JM Rivas en el álbum colectivo "Gollum III - Más canciones del siglo pasado" (grabado en Yuyu Records) en el que se encuentra, con el título Junto a mí, el tema Stand by Me, cantada en español.
- En 2011, durante la campaña presidencial del FSLN en Nicaragua, se realizó una versión de este tema, utilizando la melodía de la canción con la letra modificada para la ocasión, en la que incluye un fragmento modificado del tema Every Breath You Take del grupo The Police.
- En 2016, Florence and the Machine hizo una versión nueva de Stand by Me para la banda de sonido original de Final Fantasy XV.
- El 19 de mayo de 2018 un coro gospel la cantó para la boda de Meghan Markle y el Príncipe Enrique.
- En 2018, la cantante mexicana María José hizo una versión para la banda sonora de la película mexicana Plan V.
- El 24 de enero de 2019, la banda estadounidense Weezer, lanza un álbum de covers, The Teal Album, donde incluyen una versión de Stand by Me.
- El 8 de noviembre de 2021, el artista español Gloosito saca stand by 1000, en donde se utiliza un sample de la introducción del tema como melodía principal, adaptándola al género urbano Detroit.

## En otros medios
La canción es usada como fondo una de las escenas del capítulo 8 de la primera temporada de la comedia mexicana La familia P. Luche. También es usada como fondo en una de las escenas del capítulo 24 de la segunda temporada de la comedia estadounidense Step By Step. 
Asimismo, también aparece en el capítulo 6 de la temporada 2 de la serie "Euphoria". 
De igual manera, los protagonistas de la serie Timon y Pumbaa interpretan la canción con su respectivo videoclip en el capítulo 13 de la temporada 1.